# Кузьки (Конотопский район)
Кузьки (укр. Кузьки) — село,
Кузьковский сельский совет,
Конотопский район,
Сумская область,
Украина.
Код КОАТУУ — 5922085001. Население по переписи 2001 года составляло 584 человека.
Является административным центром Кузьковского сельского совета, в который, кроме того, входят сёла
Гуты,
Жолдаки,
Новоселовка и
Раки.

## Географическое положение
Село Кузьки находится на берегу безымянной реки, притока реки Езуч,
выше по течению на расстоянии в 1,5 км расположено село Гуты,
ниже по течению на расстоянии в 2 км расположено село Раки.
К селу примыкает большой лесной массив урочище Голоборовская Дача.

## История
- Село Кузьки известно с начала XVIII века.

## Экономика
- ООО «Агро-Альянс».
- ООО «Лисовое-С».
- Кирпичный завод.
- База отдыха и детский оздоровительный лагерь.
- Машинно-тракторные мастерские.

## Объекты социальной сферы
- Школа І—ІІ ст.
- Дом культуры.